# 안테 초리치
안테 초리치(Ante Ćorić, 1997년 4월 14일 ~ )는 스위스 슈퍼리그 소속 팀인 취리히에서 공격형 미드필더로 활약하고 있는 크로아티아의 축구 선수이다. 2016년 5월 몰도바를 상대로 크로아티아 축구 국가대표팀에 데뷔했으며, UEFA 유로 2016 최종 엔트리에도 발탁되었다.

## 수상

### 개인
- 크로아티아 올해의 유망주: 2015